# Collegio uninominale Toscana - 06 (Camera dei deputati 2017)
Il collegio elettorale uninominale Toscana - 06 è stato un collegio elettorale uninominale della Repubblica Italiana per l'elezione della Camera tra il 2017 ed il 2022.

## Territorio
Come previsto dalla legge elettorale italiana del 2017, il collegio era stato definito tramite decreto legislativo all'interno della circoscrizione Toscana.
Era formato dal territorio di 19 comuni: Abetone Cutigliano, Altopascio, Buggiano, Chiesina Uzzanese, Lamporecchio, Larciano, Marliana, Massa e Cozzile, Monsummano Terme, Montecarlo, Montecatini Terme, Pescia, Pieve a Nievole, Pistoia, Ponte Buggianese, Sambuca Pistoiese, San Marcello Piteglio, Serravalle Pistoiese, Uzzano.
Il collegio era quindi compreso tra la provincia di Pistoia e la provincia di Lucca.
Il collegio era parte del collegio plurinominale Toscana - 01.

## Eletti
| Elezione | Elezione | Deputato         | Partito      |
| -------- | -------- | ---------------- | ------------ |
|          | 2018     | Maurizio Carrara | Forza Italia |
|          | 2020     | Maurizio Carrara | Lega         |

## Dati elettorali

### XVIII legislatura
Come previsto dalla legge elettorale, 232 deputati erano eletti con sistema a maggioranza relativa in altrettanti collegi uninominali a turno unico.
| Candidati              | Candidati                  | Voti    | %     | Liste                    | Voti    | %     |
| ---------------------- | -------------------------- | ------- | ----- | ------------------------ | ------- | ----- |
|                        | Maurizio Carrara ✔️ Eletto | 54 552  | 37,27 | Lega                     | 28 517  | 19,48 |
| Forza Italia           | Maurizio Carrara ✔️ Eletto | 54 552  | 37,27 | 17 959                   | 12,27   |       |
| Fratelli d'Italia      | Maurizio Carrara ✔️ Eletto | 54 552  | 37,27 | 7 197                    | 4,92    |       |
| Noi con l'Italia - UDC | Maurizio Carrara ✔️ Eletto | 54 552  | 37,27 | 879                      | 0,60    |       |
|                        | Edoardo Fanucci            | 45 697  | 31,22 | Partito Democratico      | 40 938  | 27,97 |
| +Europa                | Edoardo Fanucci            | 45 697  | 31,22 | 3 446                    | 2,35    |       |
| Italia Europa Insieme  | Edoardo Fanucci            | 45 697  | 31,22 | 853                      | 0,58    |       |
| Civica Popolare        | Edoardo Fanucci            | 45 697  | 31,22 | 460                      | 0,31    |       |
|                        | Sandra Magnani             | 34 624  | 23,65 | Movimento 5 Stelle       | 34 624  | 23,65 |
|                        | Arianna Benigni            | 5 012   | 3,42  | Liberi e Uguali          | 5 012   | 3,42  |
|                        | Giulia Migliorini          | 1 864   | 1,27  | CasaPound                | 1 864   | 1,27  |
|                        | Giulia Ponti               | 1 790   | 1,22  | Potere al Popolo!        | 1 790   | 1,22  |
|                        | Roberto Bardi              | 1 546   | 1,06  | Partito Comunista        | 1 546   | 1,06  |
|                        | Anna Del Guerra            | 680     | 0,46  | Il Popolo della Famiglia | 680     | 0,46  |
|                        | Maria Grazia Sansarello    | 619     | 0,42  | Italia agli Italiani     | 619     | 0,42  |
| Totale                 | Totale                     | 146 384 | 100   |                          | 146 384 | 100   |
|                        |                            |         |       |                          |         |       |
| Voti non validi        | Voti non validi            | 4 977   | 3,29  |                          |         |       |
| Votanti                | Votanti                    | 151 361 | 76,56 |                          |         |       |
| Elettori               | Elettori                   | 197 715 |       |                          |         |       |